# Ozdín
Ozdín es un municipio del distrito de Poltár en la región de Banská Bystrica, Eslovaquia, con una población estimada a final del año 2024 de 274 habitantes.
Se encuentra ubicado en el centro de la región, cerca del río Ipoly —un afluente izquierdo del Danubio— y de la frontera con Hungría.

## Demografía
| Año        | 1994 | 2004    | 2014     | 2024     |
| ---------- | ---- | ------- | -------- | -------- |
| Población  | 359  | 370     | 330      | 274      |
| Diferencia |      | +3,06 % | −10,81 % | −16,96 % |

| Año        | 2023 | 2024    |
| ---------- | ---- | ------- |
| Población  | 278  | 274     |
| Diferencia |      | −1,43 % |